# خليل زينل
خليل حسن علي زينل (1952  - 8 نوفمبر 2011 )، ممثل ومخرج كويتي. بدأ التمثيل بعام 1974.

## عن حياته
ولد الفنان خليل زينل في الكويت في عام 1952 ، وهو يعد أحد أبرز أعضاء فرقة المسرح الكويتي ، التي ساهم في العديد من إنجازاتها على مدى سنوات طويلة، ولعب دوراً بارزاً في العديد من أعمالها المسرحية ، وأخرج لها عدة أعمال في فترة الثمانينيات من القرن الماضي ، كما شغل عدة مناصب في عضوية مجلس إدارة الفرقة سنوات طويلة، ومن أبرز أعماله دوره في البرنامج التربوي «افتح يا سمسم»، كما تم تكريمه في الدورة العاشرة من مهرجان الكويت المسرحي.

## أعماله
- 1. بقايا ليل
- مسلسل 2005 أبو فؤاد
- 2. الخطر معهم (ج2)
- مسلسل 2002
- 3. شعرة على الكتف
- تمثيلية 2001
- 4. كنز المخاطر
- مسلسل 1999
- 5. زمن الرجال
- مسلسل 1999
- 6. عودة السندباد
- مسلسل 1997
- 7. عندما تشتعل الثلوج
- مسلسل 1997
- 8. عبد الله البري وعبد الله البحري
- مسلسل 1994 عمران
- 9. بومتيح يوش متيح يطش
- مسلسل 1994
- 10. ميزان العدالة
- مسلسل 1994
- 11. مرآه الزمان
- مسلسل 1993
- 12. للحياة بقية
- مسلسل 1990
- 13. عاد ولكن - بوكروه
- مسلسل 1989
- 14. ازعاج
- مسلسل 1988
- 15. على الدنيا السلام - مبروكه ومحظوظه
- مسلسل 1987
- 16. زواج بدون رصيد
- مسلسل 1985
- 17. كامل الأوصاف (الغرباء)
- مسلسل 1984 القصاب سليمان
- 18. رحلة العمر - سباعية
- مسلسل 1984
- 19. علي بابا
- مسلسل 1983 قاسم الملتزم
- 20. الاميرتين
- مسرحية 1983
- 21. افتح يا سمسم (ج1)
- مسلسل 1979 سعيد
- 22. صاحي واربعة نايمين
- مسرحية 1979 الخادم
- 23. شياطين المدرسة
- مسرحية 1975
- 24. السدرة
- مسرحية 1975
- 25. الوريث
- مسلسل 1974 خليل
- 26. التالي ما يلحق
- مسرحية 1974
- 27. رسائل قاضي اشبيلية
- مسرحية 1900
- 28. بدل فاقد
- 1900
- 29. شرباكة
- مسرحية 1900

## روابط خارجية
- خليل زينل على موقع IMDb (الإنجليزية)
- خليل زينل على موقع قاعدة بيانات الأفلام العربية